# Sjtsji

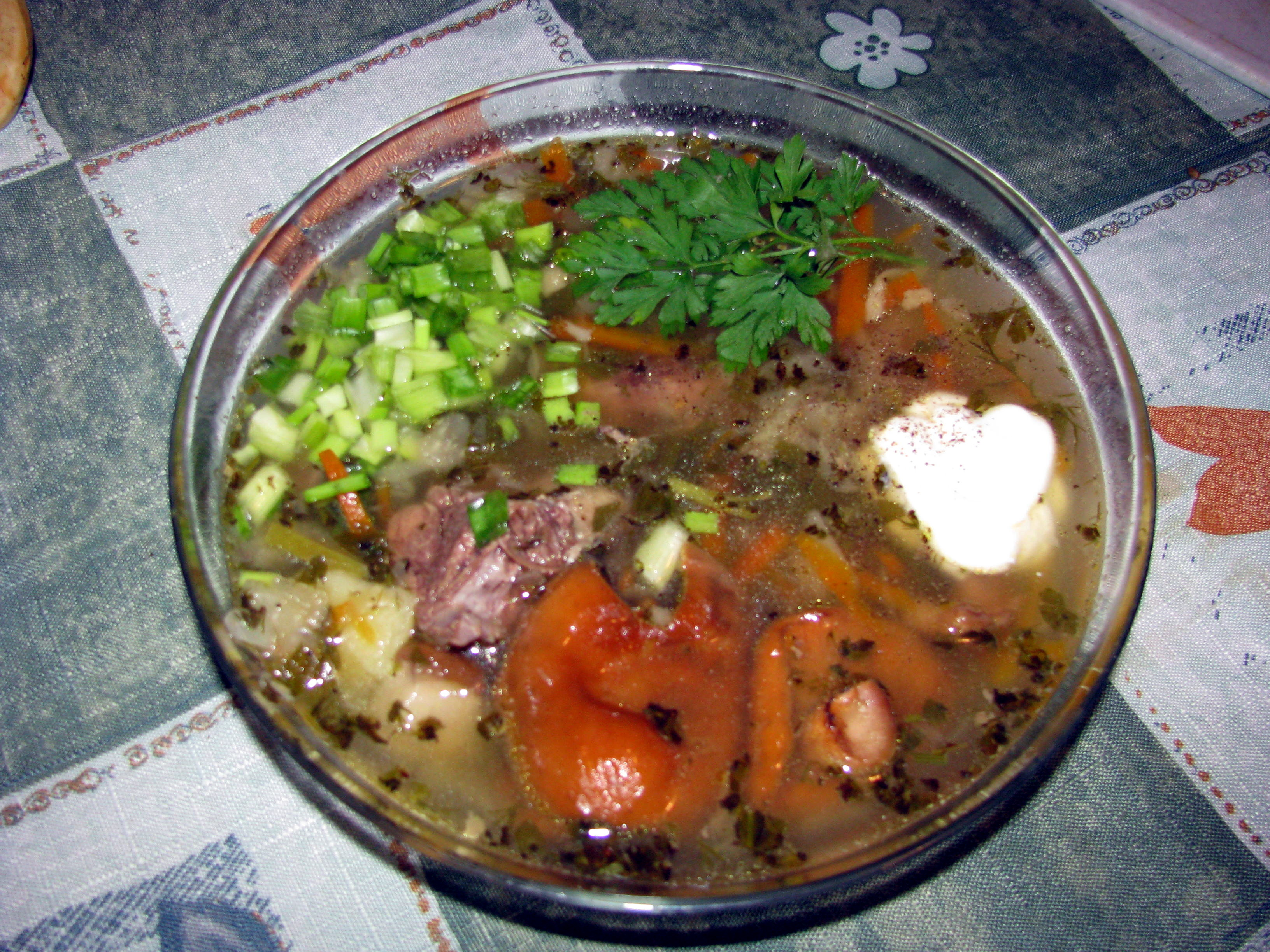
Een kom sjtsji.

Sjtsji uitspraakⓘ (Russisch: щи, IPA: [ɕːi]) is een soort soep van wittekool en wintergroenten, populair in Oost-Europa en Rusland.
Het hoofdingrediënt is witte kool of zuurkool, en soms ook vlees. Het heeft een beetje een zure smaak.
Het was, naar men zegt, een favoriet van Lenin, Mao Zedong en tsaar Nicolaas II en een basisgerecht uit de Russische keuken. Zoals een Russisch spreekwoord zegt: "Щи да каша – пища наша": "Sjtsji en kasja, dat is ons voedsel". 